# The Shuttle of Life

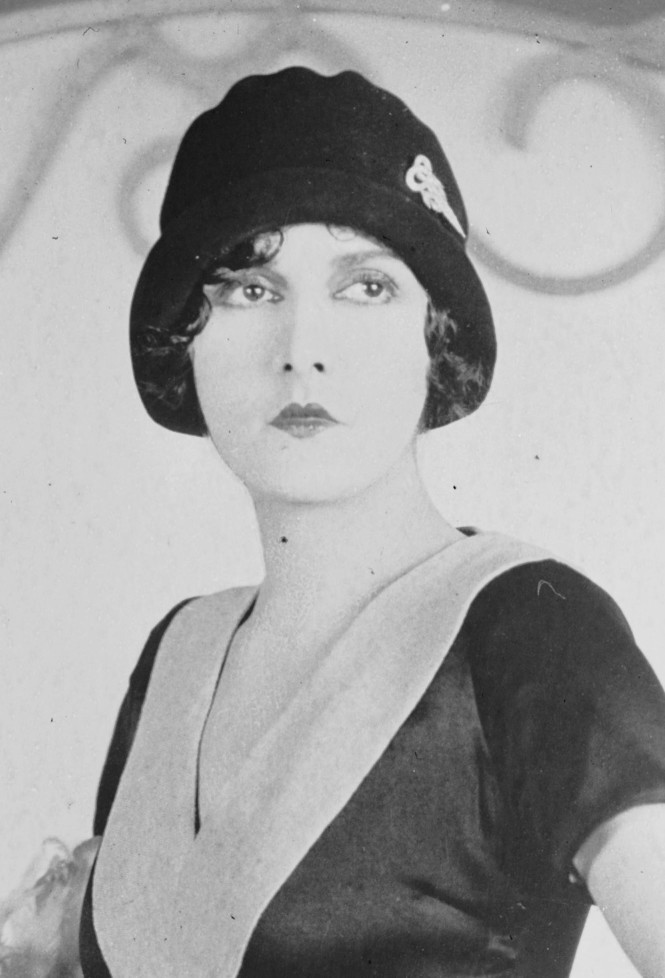
Evelyn Brent

The Shuttle of Life é um filme mudo britânico de 1920, dirigido por D. J. Williams. É um considerado um filme perdido.

## Elenco
- C. Aubrey Smith ... Reverendo John Stone
- Evelyn Brent ... Miriam Grey
- Jack Hobbs ... Ray Sinclair
- Gladys Jennings ... Audrey Bland
- Bert Darley ... Tom
- Cecil Ward ... Meeson
- Rachel de Solla ... Sra. Bland